# Полет 612 на „Еър Уест“
Полет 612 на „Еър Уест“ е редовен вътрешен пътнически полет международното летище „Хартум“, Хартум, до летище „Ел Фашер“, Ал-Фашир, Судан, управляван от „Еър Уест“. На 24 януари 2007 г. самолетът „Боинг 737-2T4“, който изпълнява полета, е отвлечен малко след излитане от мъж, който влиза в пилотската кабина и нарежда на пилота да лети до Лондон, Англия. Никой от 95-те пътници на борда не разбира за отвличането, защото терористът не отправя заплахи и не комуникира с тях. Пилотът обяснява, че няма достатъчно гориво, за да стигне до Лондон, и машината е насочена към Чад, където е ескортирана с изтребители до летището в Нджамена и обкръжена от чадски войски.
Започват преговори, след които всички пътници са освободени и напускат самолета, а похитителят се предава на властите. По време на разпита става ясно, че мотивите за престъплението са свързани с конфликт в Дарфур и отвличането е с цел да привлече национално и международно внимание към това, което се случва там. Мъжът заявява, че не е бунтовник, но според него суданското правителство унищожава населението, като създава конфликти между различни общности, и казва, че „това е просто вътрешен, обществен проблем“.